# Четверо
«Четверо» — советский художественный фильм-драма 1957 года режиссёра Василия Ордынского о подвиге учёных-эпидемиологов при разработке вакцины против вируса. Консультанты фильма — выдающийся вирусолог М. П. Чумаков и его ученик С. Г. Дроздов.

## Сюжет
На стройке в Сибири возникает эпидемия неизвестного заболевания. Четверо учёных из лаборатории эндемиологии московского института микробиологии, над лабораторией которых нависла угроза закрытия, отправляются в местность заражения, где проводя опыты, пытаются найти переносчиков вируса…

## В ролях
В главных ролях:
- Владимир Грибков — Викентий Карпович Карпушин, ученый, вирусолог-иммунолог
- Маргарита Анастасьева — Алла Сергеевна, учёный, вирусолог-иммунолог
- Михаил Майоров — Андрей Ильич Хорьков, учёный, вирусолог-иммунолог
- Владимир Гусев — Алексей Александрович Князев, лаборант

В остальных ролях:
- Николай Тимофеев — Николай Степанович Басманов
- Борис Терентьев — Кирилл Анатольевич Саранцев, профессор, директор института
- Александр Бизюков — Королёв
- Жанна Сухопольская — Лёля
- Лидия Сухаревская — Дуся Карпушина, жена Викентия Карповича
- Валентина Беляева — Анна Хорькова, жена Андрея Ильича
- Григорий Шамшурин — Волохов, начальник строительства
- Б. Виноградов — Игорь Гаврилович Брянцев, врач в Тугуйске
- Владимир Лебедев — Матвеич, санитар в Тугуйске
- Даниил Нетребин — Крылаткин, шофёр в Тугуйске
- Клара Румянова — медсестра
- Инга Будкевич — медсестра
- Анна Заржицкая — соседка Карпушиных
- Иван Рыжов — завхоз института
- Николай Никитич — вахтёр в институте
- Александра Лютова — ассистентка профессора

## Критика
Журналом «Искусство кино» фильм был раскритикован за отсутствие изображения работы учёных («Что служит доказательством, что четверо героев—именно микробиологи, а не пекари или зубные врачи»), никак не объясняемые обстоятельства упорства героев в сохранении лаборатории («Мы не знаем даже главного — почему герои работают над лечением именно эндемической о которой уже тридцать лет ничего не слышно на земле!») и натянутые сюжетные ходы построенные на случайностях:

За тридцать лет на земном шаре не было зарегистрировано ни одной вспышки эндемической лихорадки. А к моменту закрытия лаборатории, разумеется, она как раз вспыхнула. Но в том-то и дело, что происходит это случайно. Никто из героев вспышку эпидемии не предвидел, никто точно не знал о ее возможности, а это — и только это — могло бы оправдать их протесты против закрытия лаборатории. Совершенно случайно, в рядовом бытовом разговоре, героев «озаряет» решение. Ах, как удобно представлять себе науку в виде сада с ньютоновыми яблоками, которые падают на головы несмышленым гениям! Это помогает найти эффектный сюжетный поворот — и это же избавляет от глубокого показа труда ученого.— журнал «Искусство кино», 1958 год
При этом в целом работа сценариста, за исключением претензий к слабому освещению труда учёных, была признана успешной:

Отлично работает Д. Храбровицкий. Он соединяет редкое у наших сценаристов качество — умение строить острый сюжет с умением наполнить его подлинно человеческим содержанием. Его сценарий «Четверо» (подчеркиваю — сценарий, а картина вышла плохая) о четырех ученых, свершающих в далекой тайге научный и гражданский подвиг,— это повесть о нашей жизни, о многих ее сложностях, о разных и трудных ее путях, соединяющихся в одну великую и главную дорогу. Отчетливо и тонко разработаны характеры, интересно и драматично рассказано о чувствах и переживаниях героев.— Всесоюзная творческая конференция работников кинематографии: стенографический отчёт. - М.: Искусство, 1959
Отдельно высокая оценка была дана музыке к фильму, написанной композитором А. Эшпаем, всех трёх музыкальных тем — суровый марш, сопутствующий героям в работе; волнующая лирическая музыка, сопровождающая мелодраматичные сцены фильма; и главная музыкальная тема фильма:

Здесь выразительна мертвенная, подчеркнуто амелодичная, словно завороженная, тема, олицетворяющая собою смерть, с которой ведут упорную борьбу герои фильма. Нарочито разрозненные, как бы повисающие в воздухе созвучия (челеста, арфа, флейты) на фоне тремоло струнных, создают выразительный образ оцепенения.— журнал «Советская музыка», 1958